# Roland Barraux
Roland Barraux, né le 12 août 1928 à Menotey (Jura) et mort le 5 octobre 2024 à Villeneuve-sur-Lot, est un diplomate et écrivain français.

## Biographie
Il a assuré des fonctions dans les îles Comores à deux reprises de 1954 à 1959 puis de 1967 à 1972. 
Il a été ambassadeur de France en Afrique, puis en Afghanistan entre 1981 et 1985. 
Au moins deux Français otages durant l'intervention soviétique, le Dr Philippe Augoyard en mission pour Aide médicale internationale ainsi que le journaliste Jacques Abouchar, témoignent dans leurs autobiographies de l'assistance de Roland Barraux et de l'ambassade de France en Afghanistan. Jean Musitelli rapporte que le président de la République française François Mitterrand  « qui lisait très peu les dépêches diplomatiques, ne manquait en revanche jamais celles de Roland Barraux qui décrivait remarquablement en particulier la désagrégation de l'URSS ».
Roland Barraux est ambassadeur au Népal entre le 24 octobre 1985 et le 30 mai 1990. Il rend visite régulièrement le dimanche avec son épouse au monastère de Shéchèn où il rencontre Matthieu Ricard et Dilgo Khyentse Rinpoché.
Il est ensuite le chargé d'affaires français à l'ambassade de France en Somalie succédant à l'ambassadeur Charles Crettien. Il est rapatrié à Paris en janvier 1991 en raison de la guerre civile somalienne.
Il est l'auteur de Histoire des Dalaï-Lamas, un livre publié à sa retraite et traduit en plusieurs langues. Pour Thierry Mathé, l'ouvrage met en lumière « le fonctionnement et la pérennité d'une institution à deux têtes celle du dalaï-lama et celle du panchen-lama ».

## Publications

### Essais
- Savonarole: ou le bûcher des vanités, éditions L'Harmattan, 2015
- Du corail au volcan: l'histoire des îles Comores, Komedit, 2009
- Histoire du Népal : le royaume de la montagne aux trois noms, 2007, éditions L'Harmattan, 2007,  (ISBN 2296034918 et 9782296034914)
- Avec Andriamampionona Razafindramboa, Jean Laborde, un gascon à Madagascar, 1805-1878, Komedit, 2004,
- Avec  Zalmaï Haquani, Sébastien Brabant, Marc Hecker, Paul Presset, Denis Rolland, Une vie d'Afghanistan, L'Harmattan, 2006.
- Le chevalier de la Bastille: Joseph Arney, 1762-1802, c'prim édition, 2002
- Si je t'oublie Bamiyan : souvenirs de ma mission en Afghanistan 1981-1985, éditions Bamiyan, 2002
- Histoire des Dalaï-Lamas - Quatorze reflets sur le Lac des Visions, préface de Dagpo Rinpotché, Albin Michel, 1993 ; réédité en poche en 2002,  (ISBN 2226133178)

### Préfaces
- Zalmaï Haquani, avant propos et coordination Denis Rolland, Une vie d'Afghanistan: Entretiens avec Sébastien Brabant, Marc Hecker, Paul Presset , L'Harmattan, 2006